# Orpington

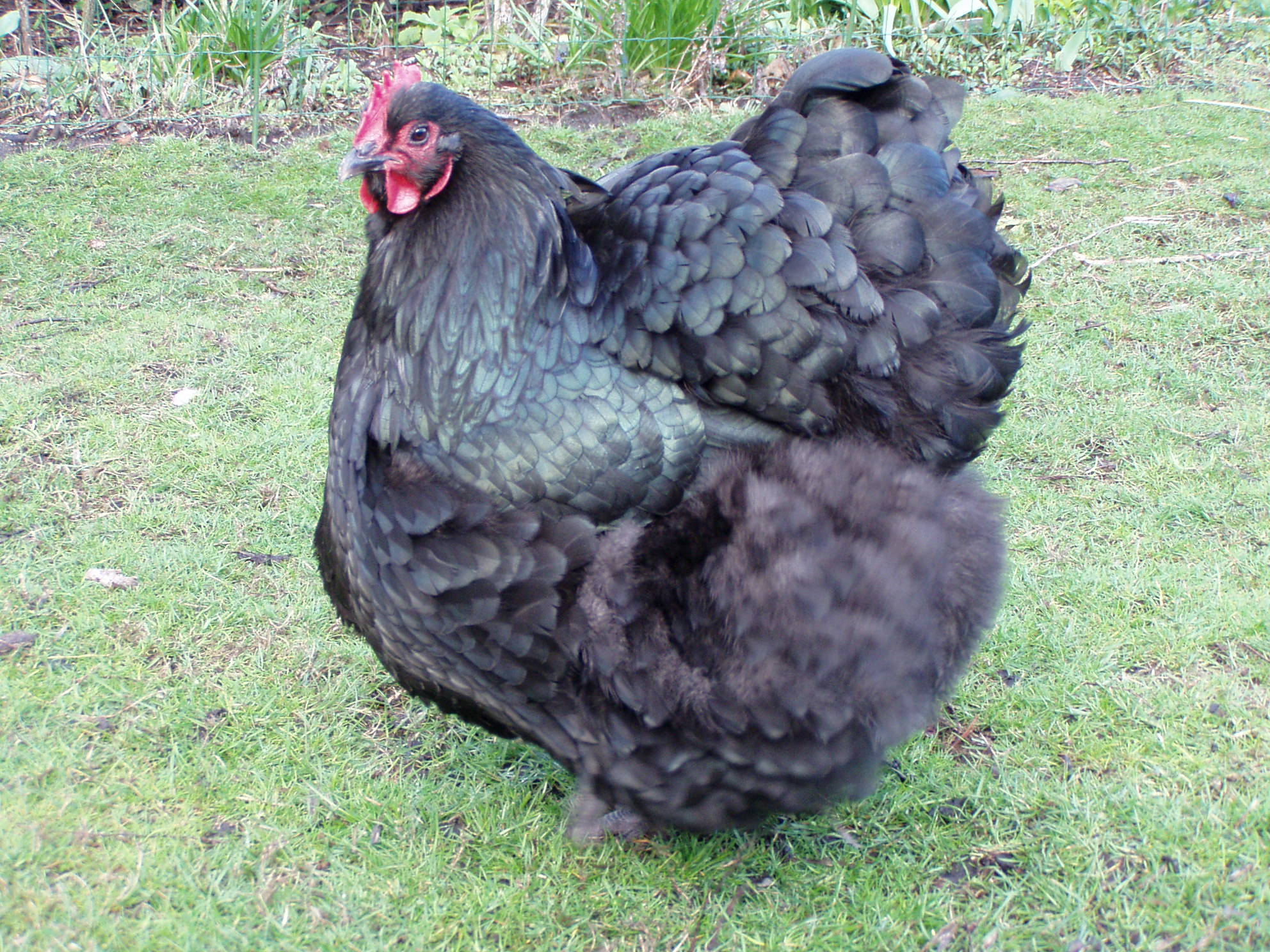
Fekete orpington tyúk

Az orpington egy nagy testű angol tyúkfajta, amelyet a 19. század végén az Orpingtonban élő William Cook tenyésztett ki.

## Fajtatörténet
A kitenyésztéséhez croad langshan, plymouth rock és minorka fajtákat használt, melyek kiállításra alkalmatlanok voltak. William célja az volt, hogy egy jó tojás- és húshozamú, fehér bőrű fajtát tenyésszen ki. Kiállításon elsőként 1886-ban mutatták be őket. A fajta rövid idő alatt nagy népszerűségre tett szert, ezért az elsőnek kialakított fekete színváltozat után megkezdődött további színváltozatok kitenyésztése is, melyeknél további húsfajták működtek közre, úgymint a dorking és a cochin.

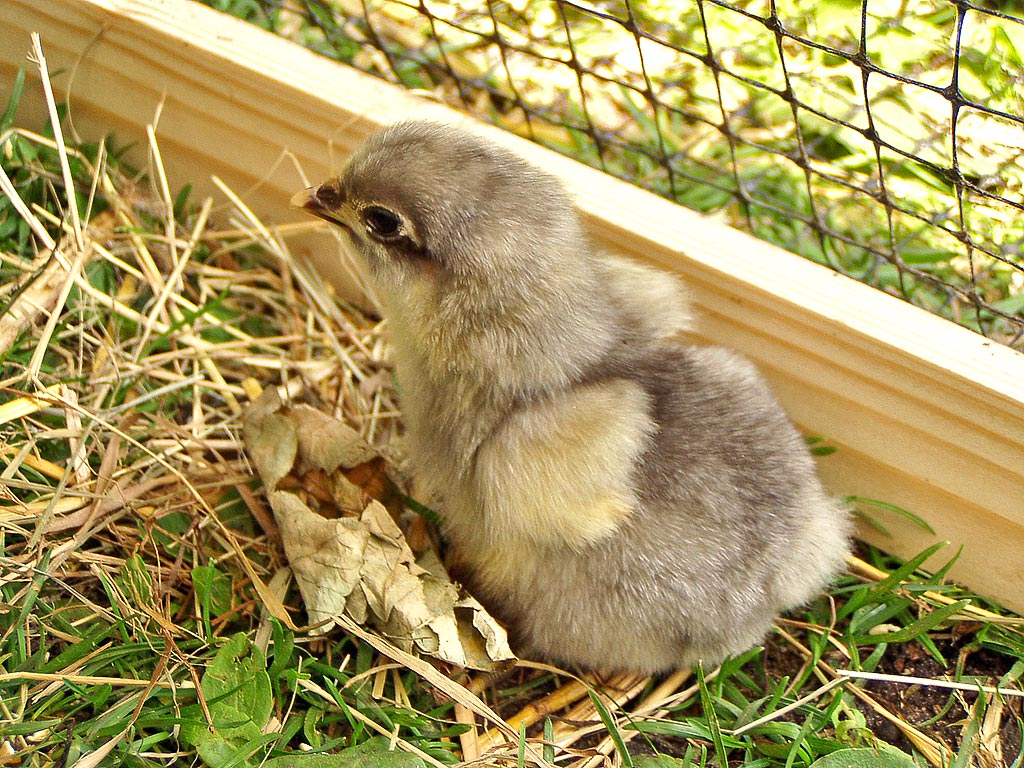
Oprington csibe

## Fajtabélyegek, színváltozatok
Erőteljes megjelenés, jellegzetes kocka testtel és bőséges tollazattal. Háta széles, farktolla rövid és széles. Melltájék mély tartású, széles, húsos. Szárnyak testhez állóak, fej kicsi, kerekded. Szemszíne a színváltozat függvényében sárgásvöröstől a feketéig. Erős csőre van. Egyszerű taraj, közepes méret 5-6 fogazattal/recével. Combok húsosak puha tollazattal, csüd erős, középhosszú, nem tollas, színe az adott színváltozattól függ. 
Színváltozatok: Fekete, fehér, splash, kék, levendula, mályva, harlequin, izabella, fekete-fehér babos, porcelán, kendermagos, sárgakendermagos, karvaly, csokoládé, vörös, aranyfogoly, ezüstfogoly, nyírfa, kék nyírfa, sárga, aranypikkelyes, ezüstpikkelyes, fehér kolumbián, sárga kolumbián, sárga-kékkolumbián.

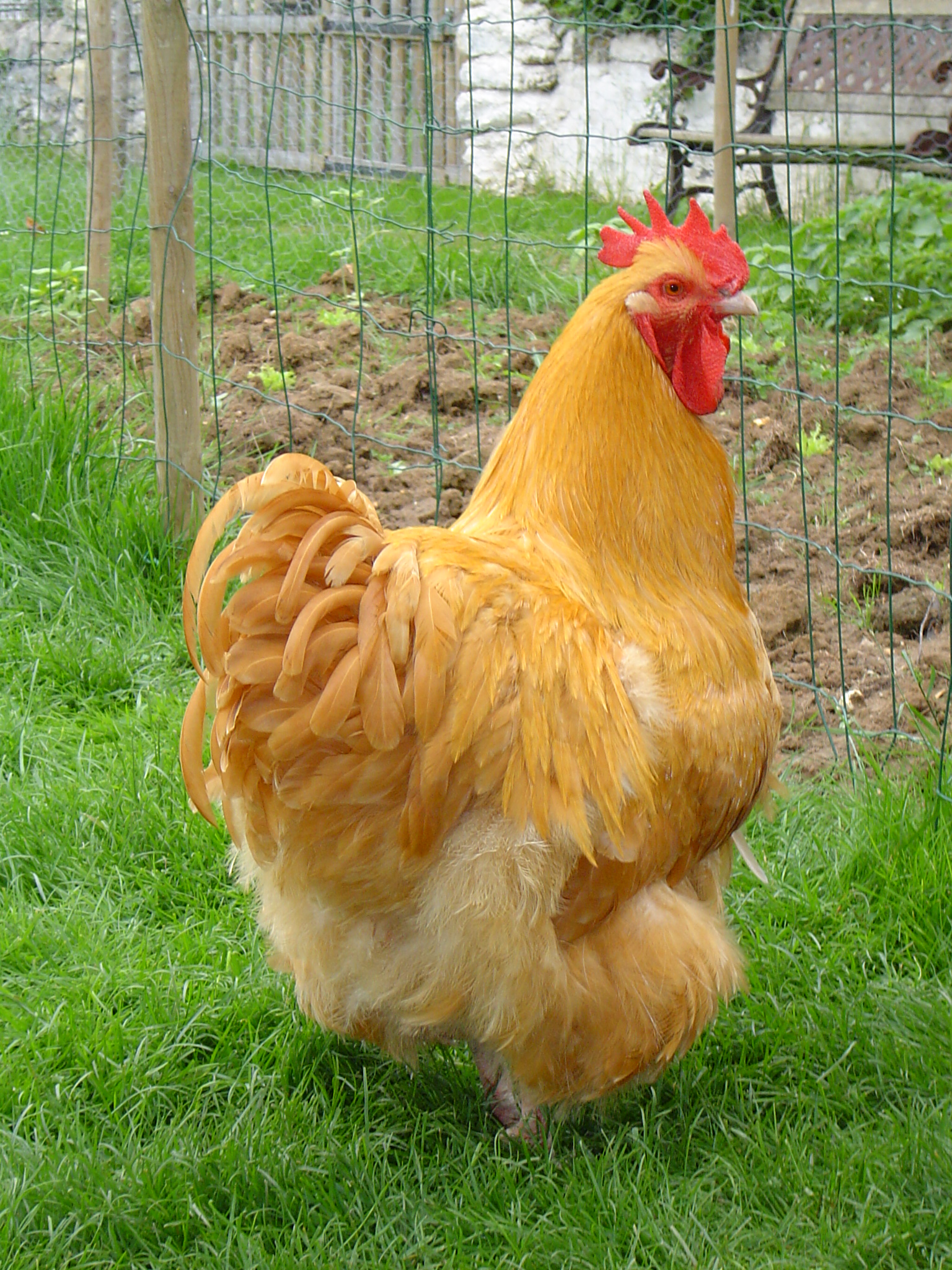
Sárga orpington kakas (1.0)

## Tulajdonságok
Az orpington egy nehéz testű fajta, tehát egy húshozamú. Egyesek szerint az orpingtonleves nem hiányozhat egyetlen színvonalasabb angliai étterem étlapjáról sem. Tojáshozamuk évi 180 körüli. A fészket alacsonyan kell elhelyezni. Kimondottan nagy kotlási hajlamuk van. 1 méternél magasabb kerítéseket már alig tudnak átrepülni. Nyugodt és szelíd fajtáról van szó. Tojók hajlamosak az elhízásra. Még egy dolog, amire oda kell figyelni, hogy ködös időben ne engedjük ki őket az udvarra, mert elkezdenek "hörögni".  
| Általános tulajdonságok: | Általános tulajdonságok:    |
| ------------------------ | --------------------------- |
| Súlya                    | kakas 3-5 kg, tojó 2,5-4 kg |
| Gyűrűmérete              | kakas 22, tojó 20           |
| Tenyésztojás tömege      | 53 g                        |
| Tojáshéj színe           | sárgás                      |
| Éves tojáshozama         | 180 db                      |